# Ronde van Californië 2008
De Ronde van Californië 2008 (Amgen Tour of California) werd gehouden van 17 tot en met 24 februari in de Verenigde Staten, in de staat Californië.

## Deelnemende ploegen
| UCI ProTour ploegen - Astana ( Kazachstan, Luxemburg) - Bouygues Télécom ( Frankrijk) - Crédit Agricole ( Frankrijk) - Team CSC ( Denemarken) - Gerolsteiner ( Duitsland) - Quick Step-Innergetic ( België) - Rabobank ( Nederland) - Saunier Duval - Scott ( Spanje) - Team High Road ( Verenigde Staten, Duitsland) | UCI Professional Continental Teams - BMC Racing Team ( Verenigde Staten) - Health Net presented by Maxxis ( Verenigde Staten) - Team Slipstream - Chipotle ( Verenigde Staten) | UCI Continental Teams - Bissel Pro Cycling Team ( Verenigde Staten) - Jelly Belly ( Verenigde Staten) - Kelly Benefit Strategies / Medifast ( Verenigde Staten) - Rock Racing ( Verenigde Staten) - Toyota - United Pro Cycling Team ( Verenigde Staten) |

## Etappe-overzicht
| Etappe | Parcours                      | Winnaar            | Ploeg                            | Leiderstrui       | Ploeg                      |
| ------ | ----------------------------- | ------------------ | -------------------------------- | ----------------- | -------------------------- |
| P      | Palo Alto                     | Fabian Cancellara  | Team CSC                         | Fabian Cancellara | Team CSC                   |
| 1      | Sausalito - Santa Rosa        | Juan José Haedo    | Team CSC                         | Fabian Cancellara | Team CSC                   |
| 2      | Santa Rosa - Sacramento       | Tom Boonen         | Quickstep-Innergetic             | Tyler Farrar      | Team Slipstream - Chipotle |
| 3      | Modesto - San José            | Robert Gesink      | Rabobank                         | Levi Leipheimer   | Astana                     |
| 4      | Seaside - San Luis Obispo     | Dominique Rollin   | Toyota - United Pro Cycling Team | Levi Leipheimer   | Astana                     |
| 5      | Solvang                       | Levi Leipheimer    | Astana                           | Levi Leipheimer   | Astana                     |
| 6      | Santa Barbara - Santa Clarita | Luciano Pagliarini | Saunier Duval - Scott            | Levi Leipheimer   | Astana                     |
| 7      | Santa Clarita - Pasadena      | George Hincapie    | Team High Road                   | Levi Leipheimer   | Astana                     |

## Eindklassementen
| Algemeen klassement |                       |                          |           |
| Plaats              | Naam                  | Ploeg                    | Tijd      |
| Gele trui           | Levi Leipheimer       | Astana                   | 29u24'32" |
| 2                   | David Millar          | Team Slipstream-Chipotle | + 49"     |
| 3                   | Christian Vande Velde | Team Slipstream-Chipotle | + 1' 08"  |
| 4                   | Fabian Cancellara     | Team CSC                 | + 1' 18"  |
| 5                   | Gustav Larsson        | Team CSC                 | + 1' 19"  |
| 6                   | David Zabriskie       | Team Slipstream-Chipotle | + 1' 36"  |
| 7                   | Chris Horner          | Astana                   | + 2' 07"  |
| 8                   | Jurgen Van De Walle   | Quickstep-Innergetic     | + 2' 11"  |
| 9                   | Robert Gesink         | Rabobank                 | + 2' 18"  |
| 10                  | Alexandre Moos        | BMC Racing Team          | + 2' 27"  |

| Puntenklassement |                  |                           |        |
| Plaats           | Naam             | Ploeg                     | Punten |
| Groene trui      | Dominique Rollin | Toyota-United Pro Cycling | 44     |
| 2                | Juan José Haedo  | Team CSC                  | 42     |
| 3                | Gerald Ciolek    | Team High Road            | 32     |

| Bergklassement |                     |                      |        |
| Plaats         | Naam                | Ploeg                | Punten |
| Rode trui      | Scott Nydam         | BMC Racing Team      | 26     |
| 2              | Jurgen Van De Walle | Quickstep-Innergetic | 19     |
| 3              | Robert Gesink       | Rabobank             | 17     |

| Jongerenklassement |                    |                          |           |
| Plaats             | Naam               | Ploeg                    | Tijd      |
| Witte trui         | Robert Gesink      | Rabobank                 | 29u26'50" |
| 2                  | Thomas Peterson    | Team Slipstream-Chipotle | + 40"     |
| 3                  | Kevin Seeldraeyers | Quickstep-Innergetic     | + 1' 22"  |

| Ploegenklassement |                          |           |
| Plaats            | Ploeg                    | Tijd      |
|                   | Team Slipstream-Chipotle | 88u17'05" |
| 2                 | Astana                   | + 16"     |
| 3                 | Team CSC                 | + 8' 44"  |